# Laiatu Latu
Laiatu Latu (* 31. Dezember 2000 in Sacramento, Kalifornien) ist ein US-amerikanischer American-Football-Spieler auf der Position des Defensive Ends. Er spielte College Football für die UCLA Bruins der University of California, Los Angeles und wurde in der ersten Runde des NFL Draft 2024 von den Indianapolis Colts ausgewählt.

## Frühe Jahre und Collegekarriere
Latu wurde in Kaliforniens Hauptstadt Sacramento geboren, wo er aufwuchs und die Jesuit High School besuchte. Dort spielte er in der Football- und Rugbymannschaft seiner Schule. In der Footballmannschaft wurde er sowohl als Tight End in der Offense als auch als Linebacker in der Defense eingesetzt. In der Defense war er schon ab seinem Sophomore-Jahr Stammspieler und konnte insgesamt 159 Tackles und 12 Sacks verzeichnen. Dazu fing er in der Offense 13 Pässe für 272 Yards. Er galt als einer der besten Footballspieler seines Jahrgangs in Kalifornien und wurde unter anderem ins All-California Team gewählt. Daneben durfte er am Polynesian Bowl teilnehmen. Nach seinem Highschoolabschluss erhielt er eine Vielzahl von Stipendienangeboten.
So entschied sich Latu, ein Angebot der University of Washington aus Seattle, Washington, anzunehmen, um für die Washington Huskies College Football zu spielen. Dort konnte in seinem Freshman-Jahr insgesamt 15 Tackles und einen halben Sack verzeichnen. Daneben gewann er mit seiner Mannschaft den Las Vegas Bowl. In der Vorbereitung auf die Saison 2020 zog er sich jedoch eine Halsverletzung zu, aufgrund der er die gesamte Saison verletzungsbedingt verpasste. Nachdem nach über einem Jahr die Verletzung immer noch nicht vollständig verheilt war, musste er auf Anraten der Ärzte im Frühjahr 2021 sein Karriereende erklären. Im Frühjahr 2022 entschied sich Latu, das College zu wechseln und fortan an der University of California, Los Angeles zu studieren. Die Ärzte dort entschieden, dass er doch wieder Football spielen könne, sodass er zur Saison 2022 Teil der Mannschaft der UCLA Bruins wurde. Dort wurde er zumeist als Defensive End eingesetzt. Er wurde auf Anhieb Stammspieler und konnte in den folgenden beiden Saisons in 25 Partien 51 Tackles, 23,5 Sacks sowie 2 Interceptions verzeichnen. Besonders sein letztes Jahr am College war herausragend, so gelangen ihm 13 Sacks in der Saison 2023. Für seine herausragenden Leistungen gewann er den Ted Hendriksen Award als bester Defensive End im College Football sowie den Lombardi Award und die Morris Trophy. Außerdem wurde er zum Defensive Player of the Year der Pac-12-Conference und ins All-American Team gewählt. Daneben konnte er mit seiner Mannschaft den LA Bowl gewinnen.